# Kulik długodzioby
Kulik długodzioby (Numenius americanus) – gatunek dużego ptaka z rodziny bekasowatych (Scolopacidae), zamieszkujący Amerykę Północną. Nie jest zagrożony wyginięciem.

## Morfologia

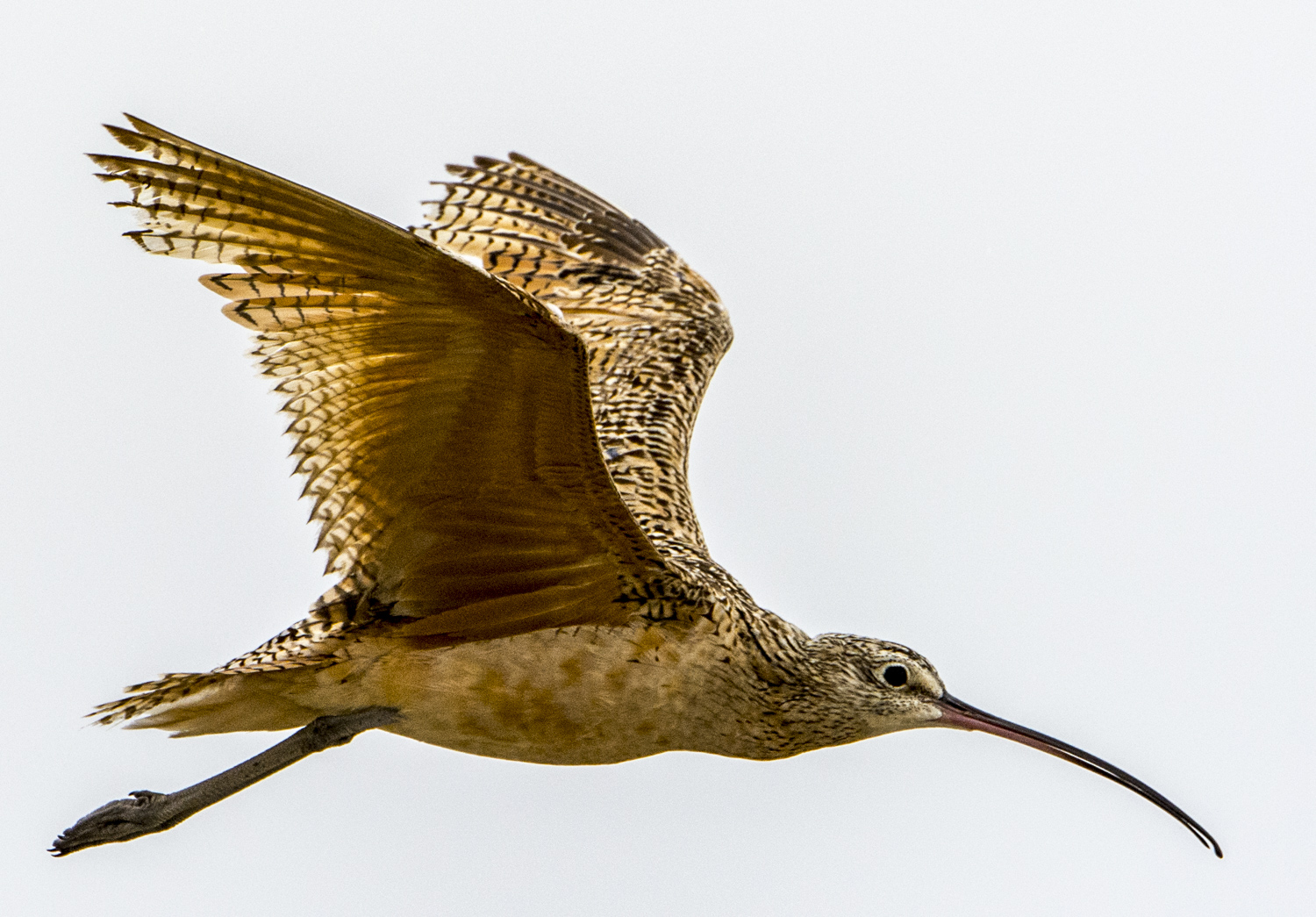
Kulik długodzioby w locie

WymiaryDługość ciała 50–65 cm; rozpiętość skrzydeł 87 cm; masa ciała: samce 445–792 g, samice 630–951 g.
WyglądWyjątkowo długi dziób w kształcie kosy. Pióra brązowe z czarnymi plamkami na wierzchu. Głowa z drobnymi kreskami. Spód ciała płowy. W locie widoczny cynamonowy spód skrzydeł. Samica jest dużo większa od samca. Młode mają krótszy dziób.

## Zasięg, środowisko
Gniazda zakłada na trawiastych terenach w środkowej i środkowo-zachodniej części Ameryki Północnej. Zimuje na południe od zasięgu letniego aż po Amerykę Środkową oraz na pacyficznych wybrzeżach USA. Kiedy wędruje, często zobaczyć go można na mokradłach oraz na wybrzeżu.

## Ekologia

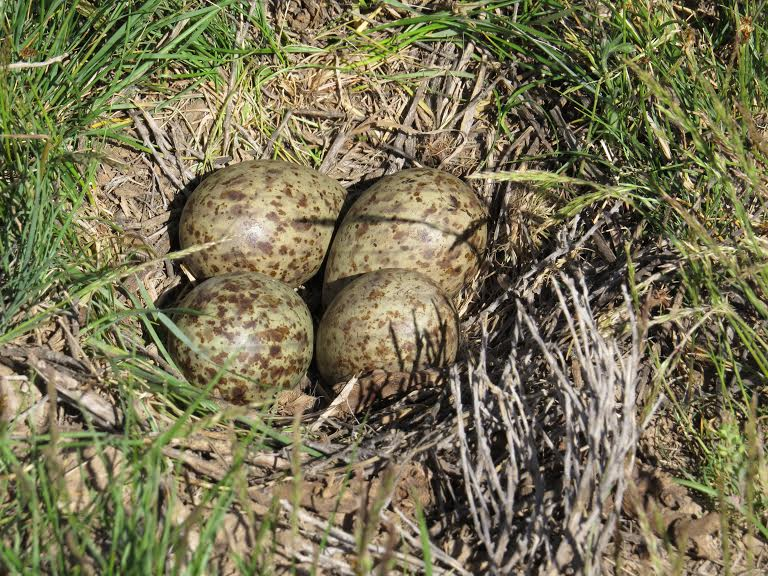
Jaja w gnieździe

LęgiWyprowadza jeden lęg w sezonie. Gniazdo to wydrapany dołek w ziemi, wyścielony kamykami, kawałkami kory, odchodami zwierzęcymi, trawą, łodygami, gałązkami i nasionami. W zniesieniu najczęściej 4 jaja. Ich inkubacja trwa 27–31 dni. Pisklęta po wykluciu mają otwarte oczy i są pokryte puchem. Mogą opuścić gniazdo już około 5 godzin po wykluciu.
PożywienieW skład jego pożywienia wchodzą owady i ich larwy, dżdżownice, skorupiaki morskie (np. krewetki, kraby) i bezkręgowce denne. Czasami zjada też pająki, a sporadycznie ptasie jaja i pisklęta.

## Status
IUCN od 2008 roku uznaje kulika długodziobego za gatunek najmniejszej troski (LC, Least Concern); wcześniej, od 2000 roku klasyfikowano go jako gatunek bliski zagrożenia (NT, Near Threatened), a od 1988 roku jako gatunek najmniejszej troski. W 2017 roku organizacja Partners in Flight szacowała liczebność światowej populacji lęgowej na około 140 tysięcy osobników. BirdLife International uznaje globalny trend liczebności populacji za spadkowy, choć dane z North American Breeding Bird Survey wskazują na stabilny trend liczebności w latach 1966–2015.

## Podgatunki
Międzynarodowy Komitet Ornitologiczny (IOC) uznaje gatunek za monotypowy. Autorzy Handbook of the Birds of the World wyróżniają natomiast dwa podgatunki:
- N. a. parvus Bishop, 1910 – południowo-środkowa Kolumbia Brytyjska na wschód do południowego Saskatchewan oraz na południe do północno-wschodniej Kalifornii i Dakoty Południowej; zimuje od Kalifornii (nieregularnie dalej na północ po stan Waszyngton) i Luizjany na południe do Meksyku.
- N. a. americanus Bechstein, 1812 – północno-wschodnia Nevada na wschód do Dakoty Południowej i na południe do środkowego Utah, środkowy Nowy Meksyk, północno-zachodnia Oklahoma i północny Teksas; zimuje od Kalifornii i Teksasu na południe po Meksyk, Gwatemalę i Salwador.